# 엠마 로버츠
엠마 로버츠(영어: Emma Roberts 에마 로버츠[*], 1991년 2월 10일 ~ )는 미국의 배우, 가수, 제작자이다. 《블로우》(2001)에서 크리스티나 정 역으로 영화 데뷔를 한 후, 니켈로디언 채널의 티비 드라마 《언패뷸러스》(2004–07)에서 주인공 애디 싱어 역으로 인지도를 얻었다. 그녀는 《Unfabulous and More》(2005)를 통해 앨범 데뷔를 했으며, 해당 앨범은 위에서 언급한 드라마의 사운드 트랙으로도 삽입됐다. 로버츠는 《낸시 드류》(2007), 《와일드 차일드》(2008), 《강아지 호텔》(2009), 《발렌타인 데이》(2010), 《이츠 카인드 오브 어 퍼니 스토리》(2010), 《아트 오브 겟팅 바이》(2011)등의 영화에 연달아 출연했다.
조금 더 완숙한 배역을 찾아보자면, 조연이자 주연으로 출연했었던 《라임라이프》(2009), 《4.3.2.1》(2010), 《스크림 4》(2011), 《어덜트 월드》(2013), 《위 아 더 밀러스》(2013), 《팔로 알토》(2013)등이 있다. 그녀는 폭스 채널의 드라마 《스크림 퀸스》의 셔넬 오벌린 역으로 출연하고 있으며, 《아메리칸 호러 스토리》에서도 두 시즌의 주인공 역으로 출연했다.

## 어린 시절
로버츠는 뉴욕주 라인벡에서 켈리 커닝햄 (Kelly Cunningham)과 배우 에릭 로버츠의 딸로 태어났다. 그녀의 부모님은 로버츠가 아기일 때 헤어졌다. 아버지의 결혼을 통해 그녀는 일라이자 로버츠 (Eliza Roberts)의 의붓딸이 되었다. 어머니의 재혼을 통해선 음악가 켈리 니켈스의 의붓딸이다. 엄마쪽 배다른 자매인 켈리가 있기도 하다. 할머니는 연기 코치 베티 루 브레더머스 (1934–2015)이고, 고모들은 배우 줄리아 로버츠와 리사 로버츠 질런이다. 어린 시절에 로버츠는 고모인 줄리아 로버츠의 촬영 현장을 따라다니며 보냈다. 이때의 경험은 그녀가 아버지와 고모들을 따라 영화 산업계로의 꿈을 자극하였다. 그녀의 어머니는 처음에는 그녀가 평범한 어린 시절을 가지길 원했다고 한다.

## 연기 경력

### 2001–2007: 《언패뷸러스》로의 인기

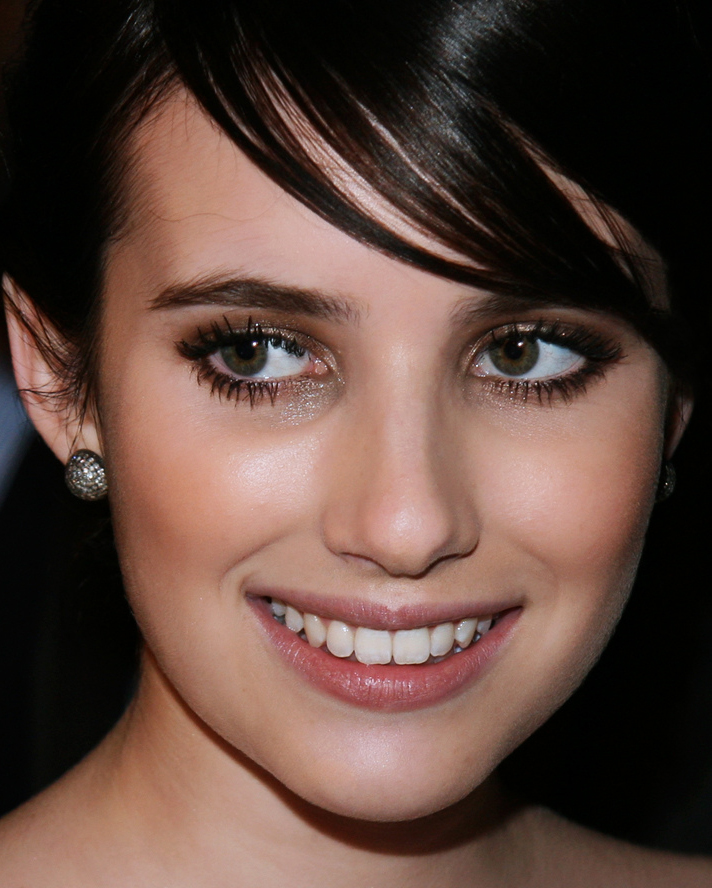
2010년 토론토 국제 영화제에서 로버츠

로버츠는 테드 데미의 2001년 드라마 영화 《블로우》에 9세의 나이로 연기 데뷔를 했다. 이 영화는 그녀가 오디션을 본 첫 영화이기도 했다. 이 영화에서 그녀는 조니 뎁 배역 (마약 밀수범 조지 정)의 딸 크리스티나 정을 연기했다. 그 해에 그녀는 레이프 틸든의 10분 짜리 단편 영화 《빅러브》에 배역을 가지기도 했고, 이모 줄리아 로버츠가 출연한 《아메리칸 스윗하트》의 일부 장면에 크레딧에 오르지 않은 엑스트라 역으로 출연했다. 로버츠는 두 편의 가족 영화에 단역으로 출연했다: 2002년 작 《그랜드 챔피언》에서 주연 배역 버디 (제이컵 피셔)의 여동생으로; 2006년 영화 《스파이메이트》에서 스파이 원숭이의 도움을 받아 딸을 구출하려는 전직 비밀 요원 마이크 머긴스 (크리스 포터)의 납치당한 딸 역을 연기했다. 《그랜드 챔피언》은 2004년 8월 잠깐 극장 개봉을 하였고, 《스파이메이트》는 2006년 2월까지 개봉되지 못하다가 캐나다에서 극장 개봉하였고, 2006년 4월에 DVD가 발매하였다.
2004년에 그녀는 니켈로디언의 드라마 《언패뷸러스》의 에디 싱어 역으로 주연 출연을 시작했고, 그 해 9월에 첫 출연하였다. 이 시트콤은 로버츠가 틴 초이스 어워드 후보 및 일부 영 아티스트 어워드 후보에 오르게 해주었다. 이 드라마는 7학년 에디와 그녀의 두 절친에 초점이 맞춰있고, 세 시즌 (2004–07)이 방영됐다. 이 프로그램은 《퍼펙트 모먼트》 (The Perfect Moment)등의 티비 영화들을 만들어내기도 했다. 2004년에 또한 로버츠는 니켈로디언의 드라마 《드레이크와 조쉬》 의 "Honor Council"이라는 에피소드에 게스트 출연했다. 《언패뷸러스》 출연 후, 니켈로디언은 로버츠에게 가수로서의 경력을 시작시켜주기로 고려했다. 2006년에 로버츠는 영화 스크린으로 돌아와, 《아쿠아마린》에 세라 팩스턴, 가수 조조와 같이 출연했다. 그녀는 그 영화에서 역할로 2007년 영 아티스트 어워드 영화 부문 여우조연상을 수상했다. 《아쿠아마린》은 개봉 주에 800만 달러를 벌어들이며 박스오피스 5위에 올랐다. 2006년 초에 로버츠는 《낸시 드류》 의 주인공 역 촬영을 마쳤다. 이 영화는 2007년 6월 15일 극장 개봉하여, 개봉 주에 700만 달러가 넘는 수익을 거뒀지만, 비평가들로부터 평가는 좋지 않았다. 로버츠는 《낸시 드류》의 감독 앤드루 플레밍과 《로데오 걸》 (Rodeo Gal), 《낸시 드류》 후속작으로 2007년에 재결합 예정이였지만, 이 영화들은 만들어지지 않았다.

### 2008–2012: 영화 활동

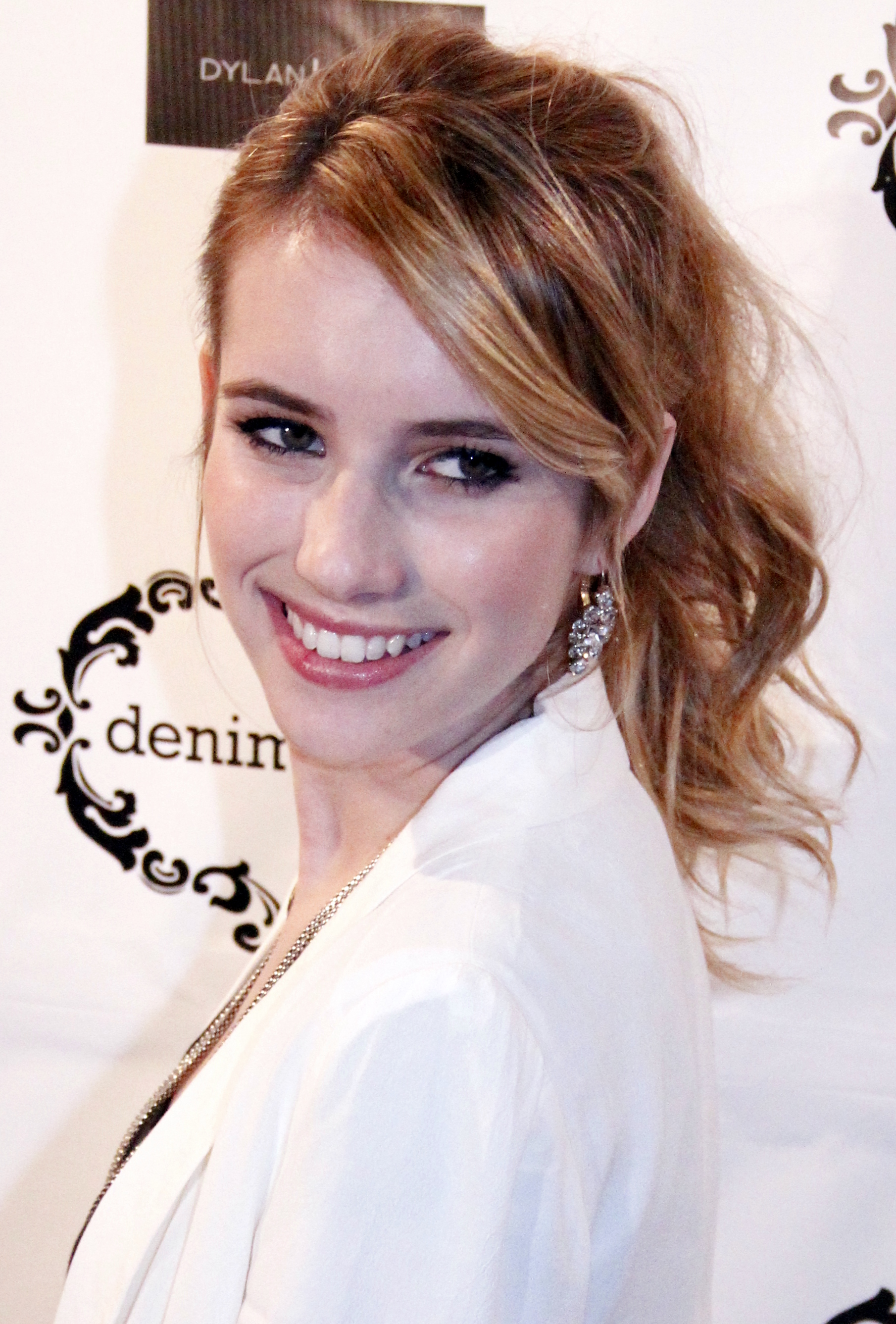
뉴욕시에서의 데님 해빗 행사에 참여한 로버츠 (2011년 10월)

2008년에 그녀는 CGI 애니메이션 가족 영화 《니코》의 윌마 역 영어 버전을 맡으며 보이스오버 데뷔를 했다. 2009년, 로버츠는 로이스 던컨의 소설을 원작으로한 《강아지 호텔》에 제이크 T. 오스틴과 함께 출연했다. 이 영화는 2009년 1월에 첫 상영되었으며, 개봉 주에 1,700만 달러를 벌어들이며 박스오피스 5위에 올랐다. 현재까지 1억 1,400만 달러를 벌어들였으며, 비평가들로부터 일반적으로 엇갈리는 평가들을 받았다. 로버츠는 캘리포니아 주의 말리부 출신의 반항적인 십대 청소년이 잉글랜드의 기숙학교로 보내진 내용을 담은 《와일드 차일드》의 주인공 역으로 출연했다. 로버츠는 그녀의 배역에 대해 “영국의 기숙학교로 보내진 여러분들의 편견을 완전히 깨는 버릇없는 말리부의 사교계 명사”라고 묘사했다. 로버츠는 또한 2008년 토론토 국제 영화제에서 첫 상영된 독립영화 《라임라이프》에 앨릭 볼드윈과 같이 출연했다.
2010년에는 이모 줄리아 로버츠와 함께 《발렌타인 데이》에 그레이스에 출연했으며, 비록 그 둘은 같은 화면에 등장하지는 않았다. 그녀는 또한 그 해에 《트웰브》, 《이츠 카인드 오브 어 퍼니 스토리》에도 출연했다. 다음 해에 그녀는 《누군가 내게 키스했다》의 영화 각색작에 출연했다. 그녀는 또한 로맨틱 코미디 영화 《아트 오브 겟팅 바이》에 프레디 하이모어와 같이 출연하기도 했다. 2011년에 그녀는 웨스 크레이븐 영화 《스크림 4》에 질 로버츠 역을 연기했다.
2013년에 로버츠는 《어덜트 월드》에 존 쿠삭, 에번 피터스와 함께 같이 출연했다. 로버츠는 성인 서점에서 일하며 겨우 먹고 살만큼의 돈을 버는 갓 대학 졸업자 역을 연기했다. 그녀는 스토리의 대부분이 애드리브였고, 이 영화에서 그녀의 반응이 완전히 진실한 것이라 말했다. 그녀의 연기는 살롱의 앤드루 오히어와 로버츠의 연기를 “산뜻하면서 조심스럽게 바뀌었다”라고 칭찬한 The Village Voice의 스테차니 제커렉의 칭찬을 받았다. 로버츠는 2년하고도 반년이 늦춰진 후인 2012년 5월 제한적 극장 상영이 이뤄진 더스틴 랜스 블랙의 《버지니아》에 조연으로 출연했다. 그녀는 다음으로 2012년 영화 《러브, 비하인드》에서 케샤 같은 팝스타들을 패러디한 호기심 없는 금발 가수 라일리 뱅크스 역으로 출연했다. 로버츠는 뱅크스라는 역이 또 다른 자아로서 그녀의 배역이 사용할 앨범의 곡을 쓰는데 유도해주었다고 인터뷰에서 말했다.

### 2013-현재: 《아메리칸 호러 스토리》와 《스크림 퀸스》

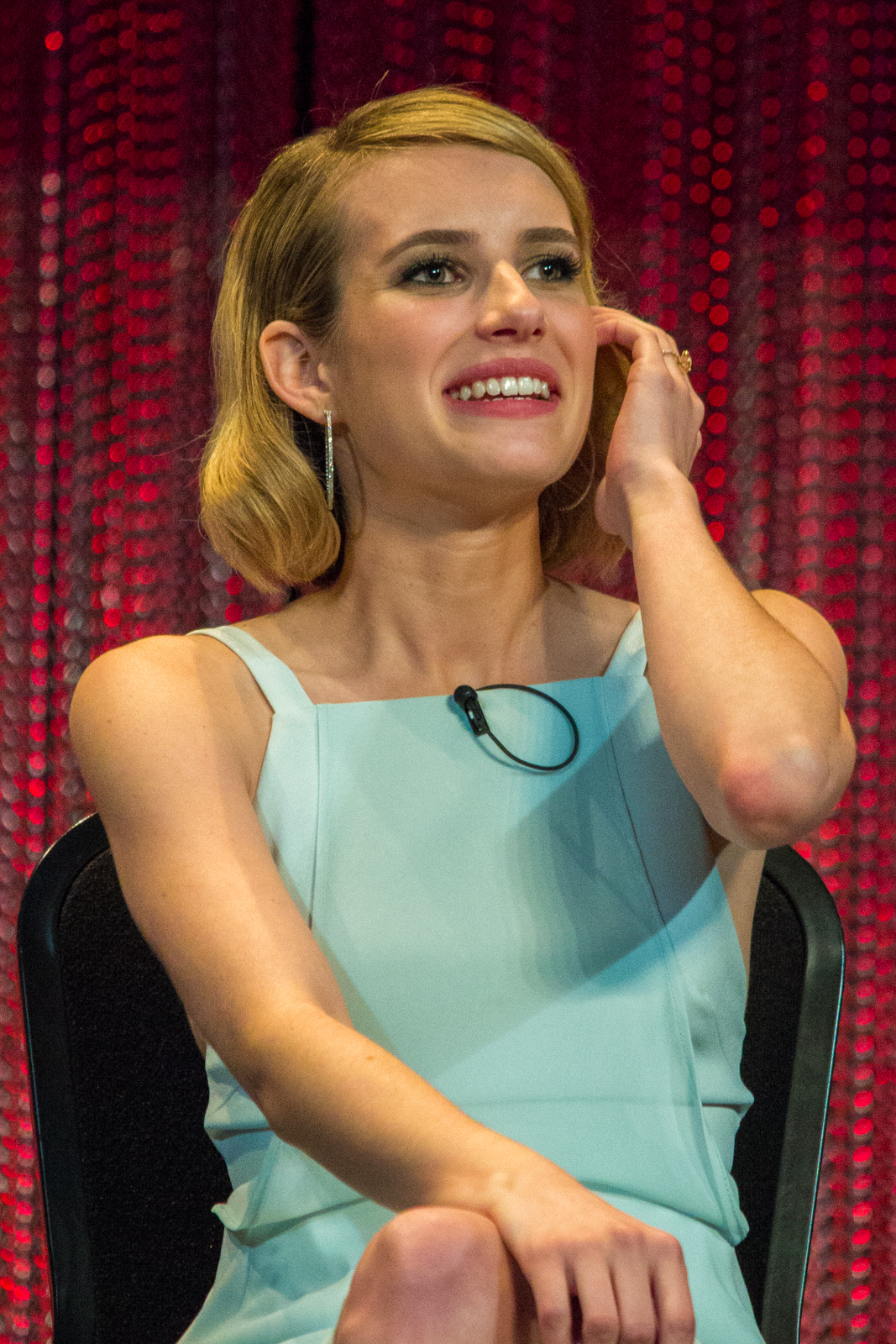
《아메리칸 호러 스토리: 코벤》 준비중인 2014년의 로버츠

2013년 2월 7일, 더 할리우드 리포터는 로버트가 로런 올리버의 소설을 원작으로 한 《델리리움》이라 불리는 폭스의 파일럿에 출연하기로 캐스팅됐다는걸 확인하였다. 그녀는 주인공 역은 레나 헤일로웨이를 연기했으나, 폭스는 이 프로그램을 방영하지 않기로 결정했다. 그후 로버츠는 제니퍼 애니스턴, 제이슨 서데이키스와 함께 코미디 영화 《위 아 더 밀러스》에 출연했다. 2013년 8월 7일에 개봉했다. 이 영화는 비평가들로부터 상반된 평가를 받았고 제작비 3,700만 달러 대비 2억 6,900만 달러를 벌어들이며 상업적 성공을 거뒀다. 그녀는 그 다음에 2013년 말에서 2014년 1월까지 방영한 FX의 공포 드라마 《아메리칸 호러 스토리》의 세 번째 시즌 《아메리칸 호러 스토리: 코벤》에 출연했다. 로버츠는 염력을 지닌 마녀가 된 자기 밖에 모르는 파티 걸 메디슨 몽고메리 역을 연기했다. 그후 그녀는 《아메리칸 호러 스토리: 프릭 쇼》에서는 점쟁이인척 하는 사기꾼 메기 에스메럴다를 연기했다.
로버츠는 지아 코폴라의 감독 데뷔작이자 제임스 프랭코의 동명의 단편 소설 모음집을 원작으로한 《팔로 알토》에서 주인공 역을 맡았다. 이 영화는 2014년 5월에 개봉되어 대체적으로 긍정적인 관람평을 얻었는데, 특히 로버츠의 연기가 극찬받았다. 가디언의 톰 숀과 엠파이어의 이언 프리어 두 명 모두 그녀를 이 영화에서 “가장 뛰어난 이”이라고 칭했고, 프리어는 “가슴 아픔을 그녀는 지나치게 과장하지 않고 갈망과 불안으로 암시합니다. 그것은 이 영화 자체와 흡사합니다”라며 그녀의 연기를 극찬했다. 그러고나서 로버츠는 《팔로 알토》에 같이 출연한 냇 울프와 함께 《애쉬비》에 출연했고, 조연인 엘로이스 역을 연기했다. 이 영화는 2015년 4월 19일 트리베카 영화제에서 월드 프리미어를 가졌고, 9월 25일 제한 상영과 VOD를 통해 공개됐다.
로버츠는 다음으로 키어넌 십카와 함께 공포 영화 《더 블랙코츠 도터》 (본래 제목인 페브러리로 알려지기도 했다)에 출연했다. 오즈 퍼킨스가 연출한 이 영화는 2015년 토론토 국제 영화제에서 첫 공개되었다. 로버츠는 제이미 리 커티스, 레아 미첼과 함께 폭스의 공포 코미디 드라마 《스크림 퀸스》의 첫 번째 시즌에 주연 샤넬 오버린 역을 연기했다. 이 드라마는 《아메리칸 호러 스토리》의 제작자 라이언 머피와 브래드 펄척, 《글리》의 제작자 이언 브레넌이 기획했다. 그녀는 다음 해에 《스크림 퀸스》 두 번째 시즌에 같은 역으로 재출연했다. 2시즌만에 이 드라마는 캔슬되었다. 2016년에 로버츠는 청소년 소설 라이언게이트가 제작한 《너브》의 각색작에 데이브 프랭코와 같이 출연했다.
2016년 6월에 휴먼 라이츠 캠페인은 2016년 올랜도 나이트클럽 총기 난사 사건의 피해자들을 추모하는 영상을 공개했는데; 이 영상이서 로버츠와 다른이들이 그것에서 살해당한 사람들의 이야기를 말한다.
2017년 8월 1일, 라이언 머피는 그의 개인 인스타그램을 통해 《아메리칸 호러 스토리》의 일곱번째 시즌인 《컬트》에 로버트의 복귀를 알렸다.

## 음악 경력
2005년에 로버츠는 《Unfabulous and More》라는 제목의 데뷔 앨범을 발매했다. 이 앨범은 컬럼비아 레코드와 닉 레코드를 통해 2005년 9월 27일에 발매됐다. 로버츠가 출연하는 TV 드라마 《언패뷸러스》의 사운드 트랙으로 사용되었다. 빌보드의 Top Heatseekers 차트에 46위까지 올랐다. 2005년 9월, 앨범에 수록된 두 싱글 곡 《I Wanna Be》 와 《Dummy》가 발매되었다. 이 앨범에는 일부 원곡들 (이들중에 《Dummy》와 《I Wanna Be》》는 뮤직 비디오로 공개되었고, 《I Have Arrived》, 로버츠가 공동 작사를 한 《This Is Me》)과 더불어 《Punch Rocker》와 《New Shoes》 (이 두 곡은 《The Party》 에피소드에서), 《94 Weeks (Metal Mouth Freak)》 ("The Bar Mitzvah" 에피소드), 《Mexican Wrestle》 (질 소블의 2000년 앨범 Pink Pear과 언패뷸러스의 "The 66th Day" 에피소드에서) 등 첫 시즌에서 에디의 곡들 일부가 수록되어 있다. 이 해에 로버츠는 2005년 디즈니의 영화 《아이스 프린세스》의
사운드트랙으로 《If I Had It My Way》를 녹음했다. 2006년에 그녀는 위저의 《Island in the Sun》를 커버링했고, 이 곡은 그녀가 주연으로 출연하기도 한 영화 《아쿠아마린》 의 사운드트랙을 위해 녹음한 것이였다.
로버츠는 2007년 인터뷰에서 말하길: “지금 당장은 영화에 집중하고 있어요. 저는 이번 여름에 새로운 영화를 시작할 준비을 하고 있고 그렇기에 많은 시간이 걸릴꺼에요. 제 생각에는 저가 조금 더 나이를 먹으면 제가 하고 싶은것이 확실해질꺼라고 생각해요." 다른 인터뷰에서는 “제 음악 경력은 무기한으로 멈출꺼에요. 저는 배우겸 가수가 되고 싶지는 않거든요. 저는 사람들이 보통 두 가지를 잘 할 수 없기 때문에 하나만 해야한다고 생각해요. 한 가지를 잘해야, 그 일에 충실할 수 있기 때문이죠. 저는 그걸 연기로 할거에요.”

## 사생활
2011년 여름에 로버츠는 세라 로런스 대학교에 다니기 시작했지만 2012년 1월 일에 전념하기 위해 학업을 포기했다.
로버츠는 《어덜트 월드》 작업을 마친 뒤, 같이 같이 작업한 배우 에반 피터스와 2012년에 연애를 시작했다. 2013년 7월에 그들이 퀘백 주 몬트리올의 한 호텔에서 머물던 동안에, 누군가가 그들의 방에서 다투는 소리를 듣고 경찰에 신고하였다. “격한 언쟁”이 끝난 후, 그들은 서로를 때리기 시작했다. 경찰이 도착했고 그들은 로버트를 체포했다. 에반 피터스는 로버츠가 바로 눈에 보이는 상처가 없었기에 체포되지 않았다. 피터스는 고소를 하지 않았고 로버츠는 몇 시간 뒤에 풀려났다. 공동 성명에서 그들은 이 사건을 "불행한 사고이자 오해,"라고 칭했고, “이 사건을 지나치고 함께 할 것임”을 밝혔다. 피터스는 로버츠와 약혼했음을 2014년 3월에 확인해주었다.
2009년 2월, 로버츠는 뉴트로지나의 브랜드 홍보 대사로 임명되어, 인쇄물과 티비 광고 등에 출연했다.
그녀는 또한 2007년 6월, 2008년 9월, 2009년 2월 등 틴 보그의 베스트 드레서 목록에 여러 차례 올랐다.

## 필모그래피

### 영화
| 연도 | 제목                            | 역할                        | 참고             |
| ---- | ------------------------------- | --------------------------- | ---------------- |
| 2001 | 블로우                          | Kristina Sunshine Jung      |                  |
| 2001 | 빅러브                          | Delilah                     | 단편 영화        |
| 2001 | 아메리칸 스윗하트               | Girl in Purple T-shirt      | 크레딧에 안 오름 |
| 2002 | 그랜드 챔피언                   | Sister                      |                  |
| 2006 | 스파이메이트                    | Amelia Muggins              |                  |
| 2006 | 아쿠아마린                      | Claire Brown                |                  |
| 2007 | 낸시 드류                       | 낸시 드루                   |                  |
| 2008 | 니코                            | Wilma                       | Voice role       |
| 2008 | 와일드 차일드                   | Poppy Moore                 |                  |
| 2008 | 라임라이프                      | Adrianna Bragg              |                  |
| 2009 | 강아지 호텔                     | Andi                        |                  |
| 2009 | 위닝 시즌                       | Abbie                       |                  |
| 2010 | 발렌타인 데이                   | Grace Smart                 |                  |
| 2010 | 누군가 내게 키스했다            | Alice Leeds                 |                  |
| 2010 | 트웰브                          | Molly Norton                |                  |
| 2010 | 4.3.2.1.                        | Joanne                      |                  |
| 2010 | 이츠 카인드 오브 어 퍼니 스토리 | Noelle                      |                  |
| 2010 | 버지니아                        | Jessie Tipton               |                  |
| 2011 | 스크림 4                        | Jill Roberts                |                  |
| 2011 | 아트 오브 겟팅 바이             | Sally Howe                  |                  |
| 2012 | 러브, 비하인드                  | Riley Banks                 |                  |
| 2013 | 엠파이어 스테이트               | Nancy Michaelides           |                  |
| 2013 | 위 아 더 밀러스                 | Casey Mathis / Casey Miller |                  |
| 2014 | 어덜트 월드                     | Amy Anderson                |                  |
| 2014 | 팔로 알토                       | April                       |                  |
| 2015 | 아이 앰 마이클                  | Rebekah Fuller              |                  |
| 2015 | 애시비                          | Eloise                      |                  |
| 2015 | 더 블랙코츠 도터                | Joan Marsh                  |                  |
| 2016 | 너브                            | Venus "Vee" Delmonico       |                  |
| 2017 | 후 위 아 나우                   | Jess                        |                  |
| 2018 | 인 어 릴레이션십                | Hallie                      |                  |
| 2018 | 빌리어네어 보이즈 클럽          | Sydney                      |                  |
| 2018 | 리틀 이탤리                     | Nikki                       |                  |
| 2019 | 파라다이스 힐스                 | 우마                        |                  |
| 2019 | 어글리돌스                      | Wedgehead (목소리)          |                  |
| 2020 | 헌트                            | 요가 팬츠                   |                  |
| 2020 | 홀리데이트                      | 슬론                        |                  |
| 2024 | 마담 웹                         | 메리 파커                   |                  |

### 텔레비전
| 연도        | 제목                             | 역할                       | 참고                                    |
| ----------- | -------------------------------- | -------------------------- | --------------------------------------- |
| 2004 – 2007 | 언패뷸러스                       | Addie Singer               | 41편                                    |
| 2004        | 드레이크와 조쉬                  | Addie Singer               | 에피소드: "Honor Council"               |
| 2006, 2012  | 펑크드                           | 본인 역                    | 2편                                     |
| 2007        | 더 힐즈                          | 본인 역                    | 에피소드: "Young Hollywood"             |
| 2010        | 조나스 L.A.                      | 본인 역                    | 에피소드: "House Party"                 |
| 2010        | 피니와 퍼브 퍼니쇼               | 본인 역                    | 에피소드: "Emma Roberts"                |
| 2011        | 당신의 집을 고쳐드립니다         | 본인 역                    | 에피소드: "The Brown Family"            |
| 2013        | 패밀리 가이                      | Amanda Barrington (목소리) | 에피소드: "No Country Club for Old Men" |
| 2013 – 2014 | 아메리칸 호러 스토리: 코벤       | Madison Montgomery         | 13편                                    |
| 2014        | 딜리리엄                         | Lena Haloway               | 미방영 파일럿                           |
| 2014 – 2015 | 아메리칸 호러 스토리: 프릭 쇼    | Maggie Esmerelda           | 10편                                    |
| 2015 – 2016 | 스크림 퀸스                      | Chanel Oberlin             | 23편                                    |
| 2017        | 아메리칸 호러 스토리: 컬트       | Serena Belinda             | 에피소드: "11/9"                        |
| 2018        | 아메리칸 호러 스토리: 아포칼립스 | Madison Montgomery         | 주연                                    |